# Nhà du hành vũ trụ cổ đại

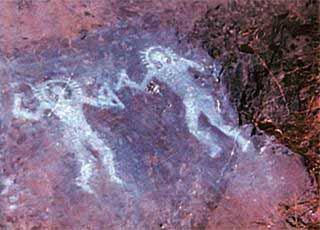
Bức vẽ trên đá ở Val Comonica,Ý khoảng 10.000 năm trước công nguyên, dường như miêu tả hai sứ giả đến từ vũ trụ

Nhà du hành vũ trụ cổ đại hay phi hành gia cổ đại (Ancient astronauts) là một giả thuyết ngụy khoa học cho rằng các sinh vật ngoài hành tinh đã từng đến Trái Đất và tiếp xúc với con người vào thời cổ đại và tiền sử, từ đó gây ảnh hưởng đến văn hóa lúc khởi điểm phát triển của loài người. Đáng chú ý nhất là các tác giả Erich von Däniken và Zecharia Sitchin. Những giả thuyết này nói rằng con người ngày nay hoặc là có nguồn gốc hoặc là được sáng tạo ra do alien (sinh vật ngoài Trái Đất) đã viếng thăm Trái Đất hàng thiên niên kỷ trước - những ý tưởng hầu như bị bác bỏ bởi cộng đồng khoa học. Yếu tố khác của ý tưởng này là sự thông thái của con người hay tín ngưỡng, tôn giáo có được là từ những sứ giả đến từ ngoài Trái Đất đã viếng thăm nhiều lần trong thời kỳ rất cổ xưa.